# Покай
Покай — женская глухая верхняя праздничная одежда мордвы-эрзи.
Покай шили из грубого небелёного посконного холста. Покрой туникообразный: прямые рукава немного ниже локтя (скроены из перегнутого по поперечной нитке куска холстины), глубокий треугольный грудной вырез и разрез на подоле. Покай отличается богатой сплошной вышивкой на рукавах, груди и подоле, выполненной толстыми шерстяными нитками красно-коричневого, тёмно-синего и чёрного с вкраплениями жёлтого и зелёного тонов. На спине — продольные вышитые полосы в 4—5 рядов с каждой стороны.
Впервые девушка надевала покай с наступлением совершеннолетия на девичий праздник Пивань кудо (буквально — «Пивной дом»). Покай являлся также свадебной одеждой. Исчез из быта эрзи в начале XX века.